# Campionato georgiano di football americano
Il campionato georgiano di football americano è una competizione che riunisce l'élite dei club georgiani di football americano dal 2017. L'organizzatore del campionato e delle squadre nazionali è la Federazione Georgiana di Football Americano (GAFF).
Questa competizione si disputa con una stagione regolare con gironi all'italiana, seguita dai play-off e dalla finale.

## Formato
Il campionato attuale è disputato in singola categoria.
Il gioco si svolge con le regole della GAFF che si basano sul regolamento della NCAA.

## Stagione 2020
| - AFC Tbilisi - Rustavi Steelers - Tbilisi Crusaders - Tbilisi Eagles |

## Finali
| Data               | Finale     | Vincitore         | Punteggio | Finalista         |
| ------------------ | ---------- | ----------------- | --------- | ----------------- |
| 2017 (1º ottobre)  | Finale I   | Tbilisi Crusaders | 18-12     | Rustavi Steelers  |
| 2018 (4 novembre)  | Finale II  | Rustavi Steelers  | 24-18     | Tbilisi Crusaders |
| 2019 (22 dicembre) | Finale III | Rustavi Steelers  | 12-10     | Tbilisi Crusaders |
| 2020 (5 dicembre)  | Finale IV  | Rustavi Steelers  | 12-6      | Tbilisi Crusaders |

## Squadre per numero di campionati vinti
Le tabelle seguenti mostrano le squadre ordinate per numero di campionati vinti.
|   | Squadra           | Anni             |
| - | ----------------- | ---------------- |
| 3 | Rustavi Steelers  | 2018, 2019, 2020 |
| 1 | Tbilisi Crusaders | 2017             |